# Werner von der Schulenburg (Feldmarschall)
Werner Graf von der Schulenburg (* 3. Juni 1679 in Apenburg; † 7. September 1755 in Kopenhagen) war ein deutscher Militär sowie dänischer Oberkriegssekretär und Feldmarschall.
Nach dem Studium und ausgedehnten Bildungsreisen wurde der Neffe von Matthias Johann von der Schulenburg 1701 Offizier. 1701 bis 1714 nahm er am Spanischen Erbfolgekrieg teil. Zeitweilig vertrat er als Gesandter die Interessen Dänemarks am Französischen Hof. Seine militärische Karriere beendete er als dänischer Kriegsminister und Feldmarschall. Zur Belohnung seiner Verdienste wurde er in den Grafenstand erhoben.
1754 wurde Schulenburgs Wappen im Sandsteinportal der Propstei in Salzwedel angebracht. Das Epitaph Schulenburgs befindet sich in Apenburg.